# Renault Master
Il Renault Master è un veicolo commerciale leggero della categoria fino a 3,5t di PTT prodotto dalla casa automobilistica francese Renault, commercializzato anche attraverso la Renault Trucks, attraverso la General Motors come Opel Movano e attraverso la consociata Nissan Motor (con il nome Nissan Interstar). Poi, dal 2011, l'Interstar fu sostituito dall'NV400, che, rispetto alla nuova versione del Master e del Movano, si distingueva dalla vista anteriore.

## Prima serie (1981-1997)
La prima versione di questo veicolo risale al 1981. Fu presentata in contemporanea con il Trafic, rispetto al quale andava a posizionarsi più in alto nella gamma dei veicoli commerciali Renault.
La prima serie era caratterizzata da linee molto squadrate e da un muso piuttosto minuto in proporzione alle dimensioni del furgone, specie nelle versioni con passo più lungo.
Il Master era infatti disponibile in tre varianti di passo: 2.87, 3.23 e 3.70 m, ed in diverse varianti: furgone, minibus, cassonato, telonato e pick-up.
Nel caso della versione furgonata, si potevano avere la versione a tetto alto o a tetto basso, mentre nel caso della versione minibus, si andava da 6 a 9 posti totali, per cui, anche in tale configurazione, il Master era guidabile anche dai titolari della semplice patente B.
Tornando alle linee del Master, spiccava come accennato la piccola e stretta calandra in stile Trafic, ma di dimensioni più ristrette. Anche i fari anteriori erano più sottili. Caratteristiche erano le maniglie delle portiere e dei portelloni, di forma circolare.
Il Master era equipaggiato con motori a benzina Renault o a gasolio Fiat-Sofim, inizialmente aspirati in entrambi i casi. Mentre il motore a benzina erogava 80 CV di potenza massima, il famoso 2.5 diesel aspirato Fiat si fermava a 66 CV. Lo stesso motore Fiat Sofim era presente sui Fiat Ducato e Iveco Daily. Era inoltre offerto con trazione anteriore o posteriore, a scelta.
Nel 1989 furono riviste le motorizzazioni, con l'introduzione del motore turbodiesel Fiat da 88 CV (che nel 1990 arrivò a 94 CV) e con l'arrivo di un motore a benzina catalizzato da 90 CV di potenza massima.
Nel 1994 vu fu un leggero restyling, consistente in un ammodernamento delle linee, sempre squadrate e chiaramente derivanti da quelle precedenti, ma più fresche. Per l'occasione fu rinnovata nuovamente la gamma motori, che comprendeva ora due motori diesel aspirati da 64 e da 75 CV, un turbodiesel da 94 CV ed un benzina da 101 CV.
La prima serie fu tolta di produzione alla fine del 1997.

## Seconda serie (1997-2010)

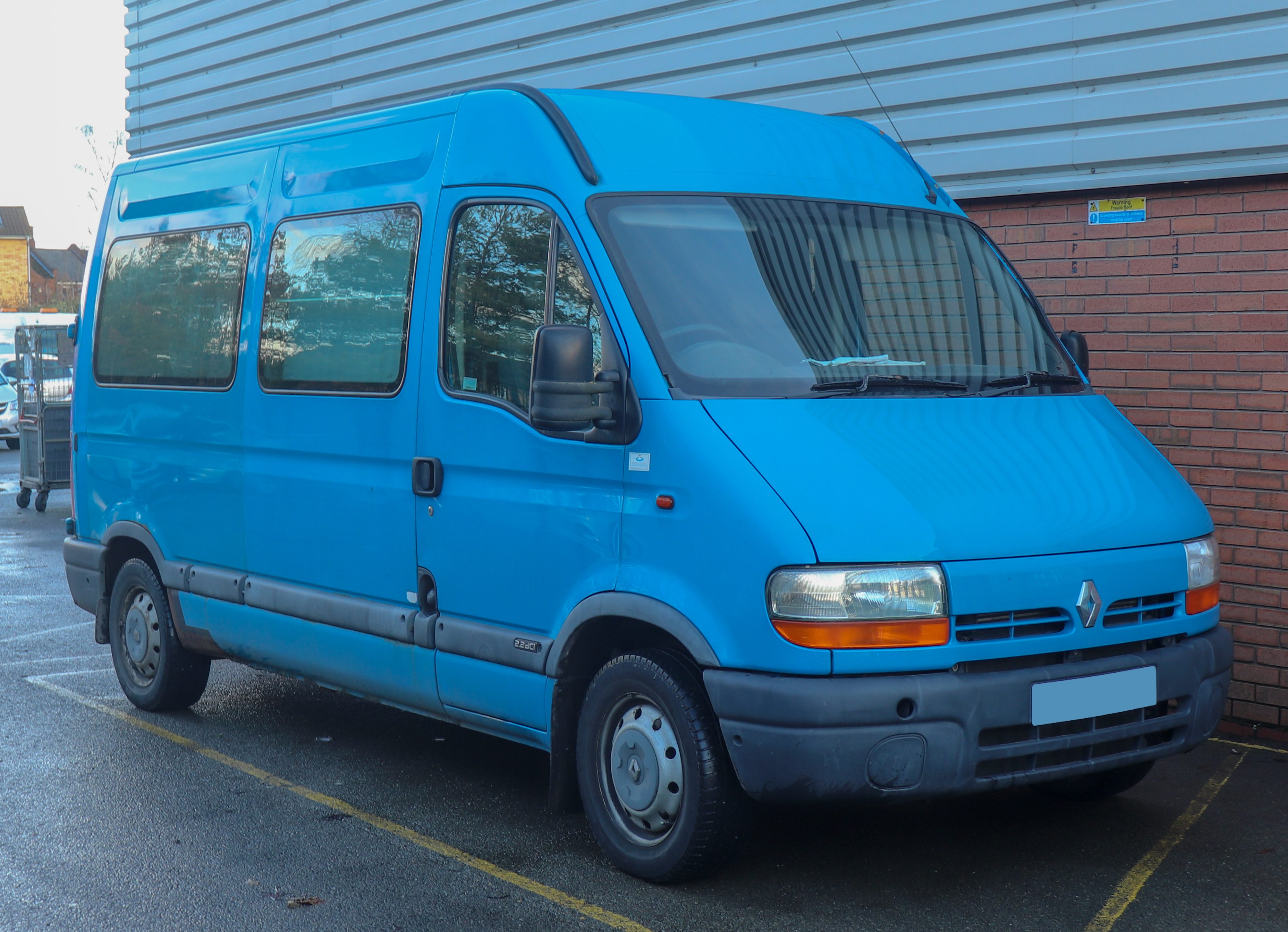
Renault Master II

Nel 1997 viene lanciata la seconda serie, molto più moderna della prima, con la quale dà un taglio netto. Al posto delle linee squadrate, la seconda serie del Master offre linee più tondeggianti e morbide, meno tormentate e più semplici. Numerosi sono i componenti di carrozzeria della cabina che provengono dal Fiat Daily.
Come nel caso del Trafic, in seguito all'accordo di collaborazione siglato con General Motors nel 1997, la seconda serie del Master viene commercializzata anche con i marchi Opel e Vauxhall, e con la denominazione di Movano.
Dopo l'entrata della Nissan nell'orbita della Renault, il Master fu prodotto anche come Nissan Interstar.
Le motorizzazioni disponibili erano sostanzialmente due: un diesel aspirato da 80 CV ed un turbodiesel da 115 CV.

### Restyling del 2003
Nel 2003 il furgone Renault subì un restyling (che interessò anche i "fratelli" Opel Movano e Nissan Interstar), considerato talvolta come una nuova serie (terza serie), che si concentrava quasi tutto negli interni della cabina e nel frontale, che da quel momento fu caratterizzato da uno styling simile a quello della seconda serie del Trafic, tutto curve e spigoli e decisamente avveniristico.
Successivamente la Renault ha deciso di realizzare un'altra versione di furgone grande passando dalla trazione anteriore a quella posteriore, utilizzando inoltre ruote gemelle al posteriore unitamente ad un telaio a longheroni e raggiungendo portate più elevate; per la denominazione di questo nuovo mezzo è stato usato il prefisso "Master" già in uso, e il mezzo venne quindi lanciato sul mercato con il nome Renault Master Propulsion. Peraltro lo stesso modello è chiamato Renault Mascott se commercializzato nei concessionari Renault Trucks. Nell'estetica esterna si differenzia dal Master tradizionale principalmente per la mascherina frontale più ampia e nera.

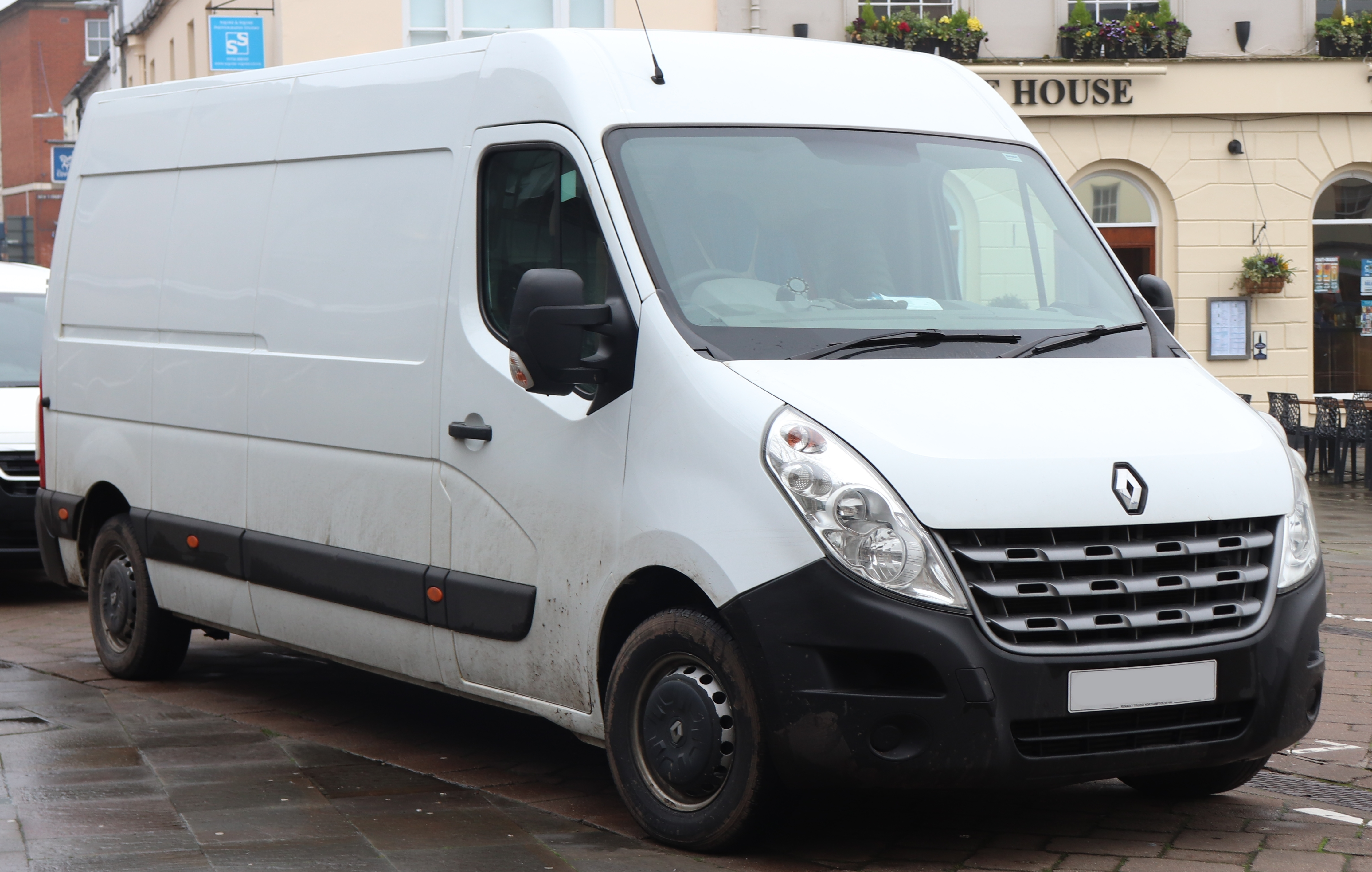
Renault Master III

## Terza serie (2010-2024)
Nel 2010 viene lanciata la terza serie del Master, gemella della seconda serie dell'Opel Movano e del nuovo Nissan NV400 (in vendita solo dall'anno successivo). Questa nuova serie ha uno stile ancora più futuristico, caratterizzata dalla mascherina enorme con il logo del rombo sopra, che dà al furgone Renault un aspetto moderno e un frontale dall'aria aggressiva.

### Restyling del 2014

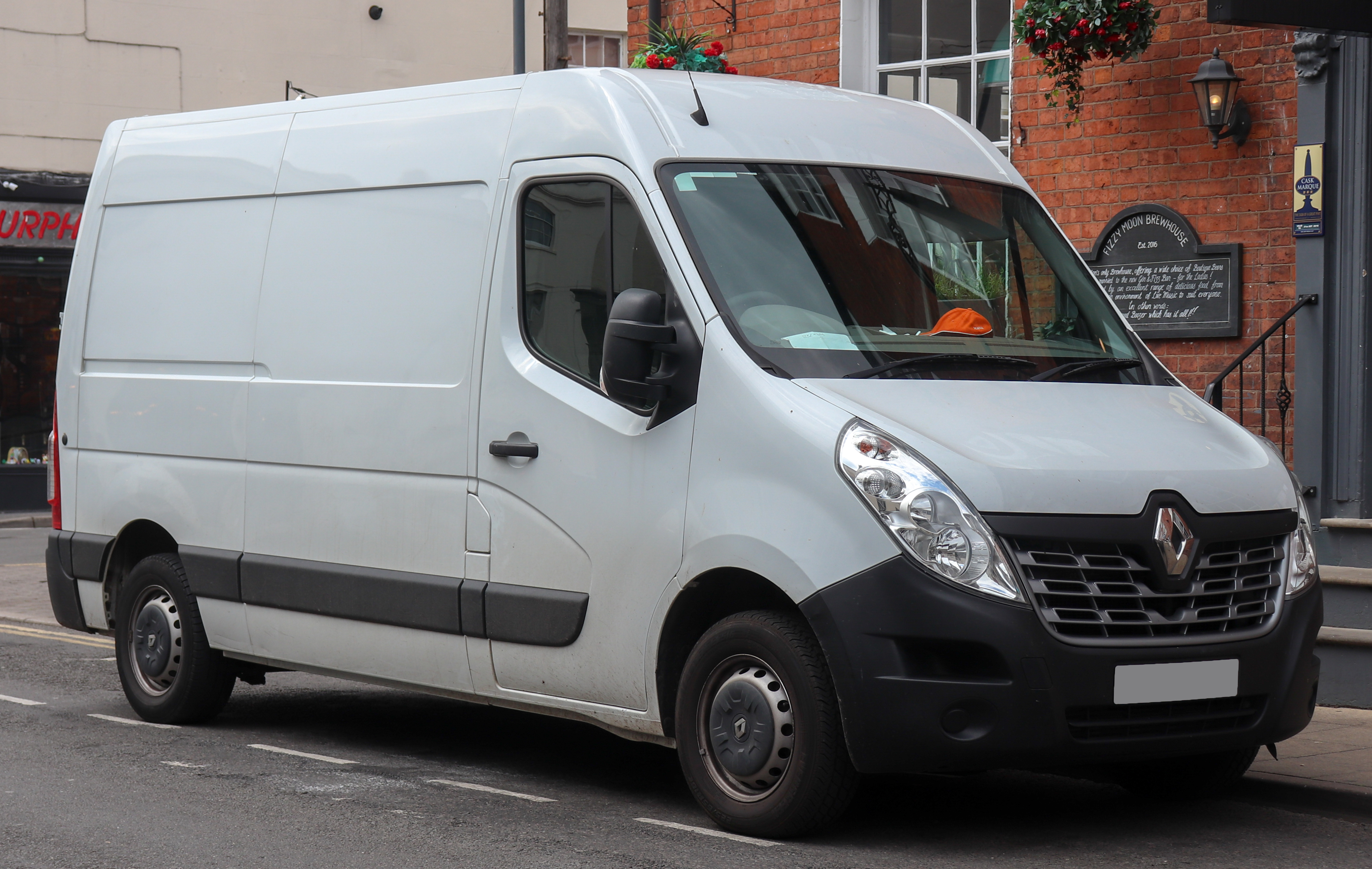
Restyling Renault Master 2014-2019

Poi, alla fine del 2014, è stato fatto un lievie restyling, in cui è stata ridisegnata solo la fiancata anteriore. Il carico massimo utile è aumentato ancora, raggiungendo circa le 2 tonnellate e mezza nella versione furgone.

### Restyling del 2019

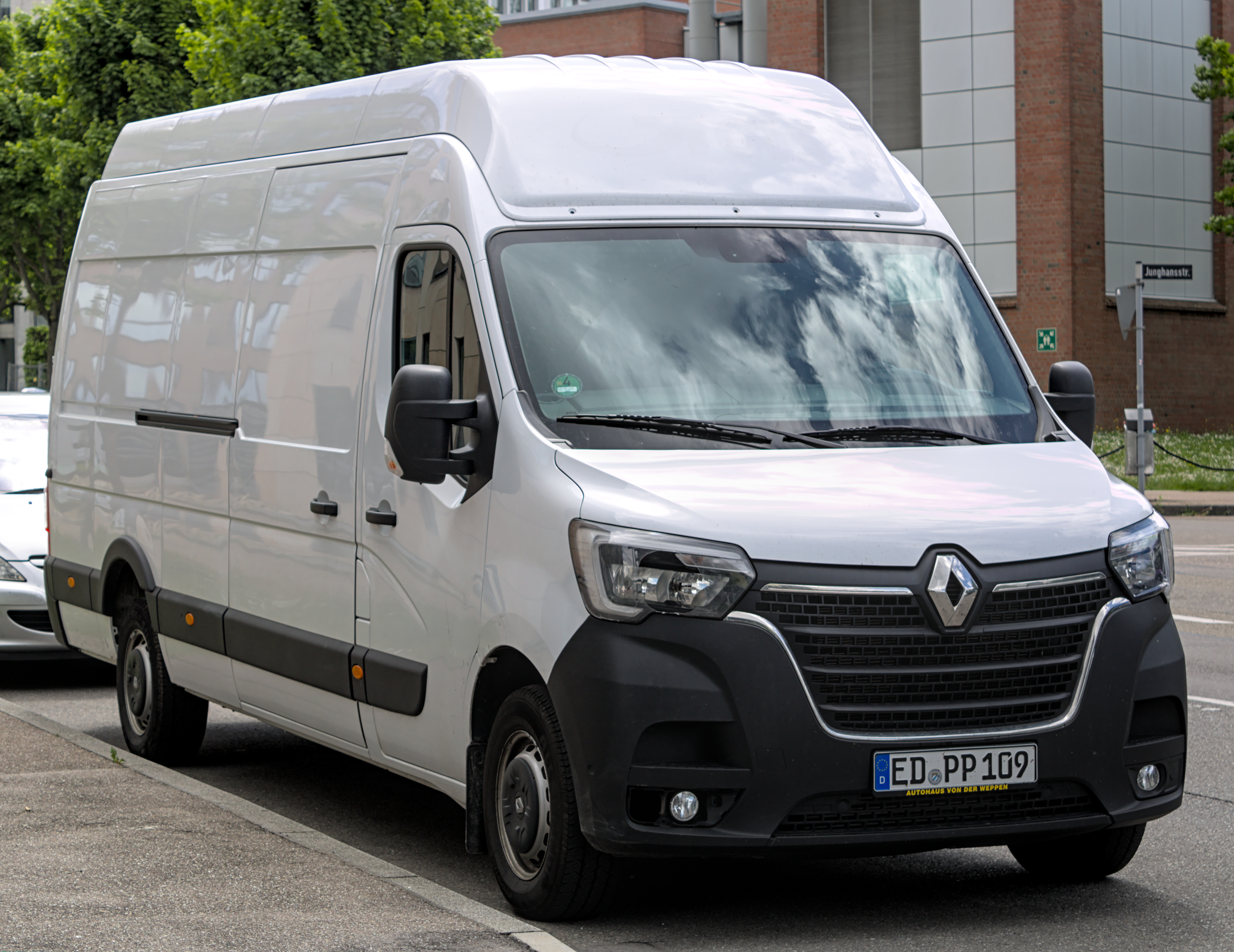
Renault Master III 2019

Ad aprile 2019 è stato presentato un'ulteriore restyling del Master III, disponibile sul mercato dal quarto trimestre del 2019. Sono stati rivisti il design del frontale, l'abitacolo con nuovi interni con un inedito cruscotto, volante e sistema dell'infotainment.
Sul fronte tecnico, c'è un nuovo e più potente motore diesel da 2.3 dCi con 132 kW (180 CV). Inoltre tutti i motori soddisfano lo standard Euro 6d-temp o Euro VI e vi sono nuovi sistemi di assistenza alla guida come l'avviso di punti ciechi.